# ابرنواختر (فیلم ۲۰۲۰)
ابرنواختر (انگلیسی: Supernova) فیلمی بریتانیایی در ژانر رمانتیک و درام و محصول سال ۲۰۲۰ به نویسندگی و کارگردانی هری مک کوین است. در این فیلم کالین فرث و استنلی توچی بازی می‌کنند.
موضوع فیلم:
سام و تاسکر دو اخترشناس آماتور هستند که ۲۰ سال هست با هم روابط عاشقانه دارند. آنها با یک ون کمپر در سراسر انگلستان به منطقه دریاچه سفر می‌کنند تا با دوستان و خانواده دیدار کنند. تاسکر مبتلا به زوال عقل تشخیص داده شده‌است و بیماری او بر روابط آنها فشار وارد کرده‌است. او در میانهٔ نوشتن یک کتاب است، اما از نشان دادن آن به سام خودداری می‌کند. سام برای آخرین کنسرت پیانو خود را آماده می‌کند…